# Ronde de l'Isard
La Ronde de l'Isard è una corsa a tappe maschile di ciclismo su strada che si disputa ogni anno nel mese di maggio nel dipartimento dell'Ariège, in Francia.
Corsa per la prima volta nel 1977, è prova internazionale nel 1982. Riservata dal 1998 agli atleti della categoria Under-23, dal 2005 fa parte del calendario dell'UCI Europe Tour come prova di classe 2.2U (2.2 fino al 2006 e nel 2009).
La corsa prende il nome dal camoscio dei Pirenei, isard in francese, mammifero caratteristico delle montagne dell'Ariège.

## Albo d'oro
Aggiornato all'edizione 2025.
| Anno | Vincitore                | Secondo                | Terzo                 |
| ---- | ------------------------ | ---------------------- | --------------------- |
| 1977 | André Lassoureille       | Daniel Salles          | Peter Hall            |
| 1978 | Daniel Salles            | Dominique Arnaud       | Jean Claude Barioulet |
| 1979 | Henri Bonnand            | Didier Paponneau       | Bernard Huot          |
| 1980 | Jean Jacques Szkolnik    | Henri Bonnand          | Dominique Delort      |
| 1981 | Bernard Pineau           | Patrick Mauries        | Gérard Mercadie       |
| 1982 | Herman Winkel            | Thibaut Maugé          | Rinus Ansems          |
| 1983 | Daniel Wyder             | Hervé Doueil           | Bernard Pineau        |
| 1984 | Joël Versolato           | Pascal Rouquette       | André Massard         |
| 1985 | non disputato            | non disputato          | non disputato         |
| 1986 | Julio César Cadena       | Nelson Rodríguez       | Luis Gonzales         |
| 1987 | Dominique Arnould        | Gilles Guégan          | Gustavo Angel Pardo   |
| 1988 | Mario Martínez           | Luis Felipe Moreno     | Gilles Delion         |
| 1989 | Luis Felipe Moreno       | Hernán Buenahora       | Yvon Ledanois         |
| 1990 | Jiri Toman               | Vladimir Kinst         | Dominique Molard      |
| 1991 | Mario Hernig             | Christian Meyer        | Arturas Kasputis      |
| 1992 | Laurent Roux             | Pascal Galtier         | Gilles Maignan        |
| 1993 | Uwe Peschel              | Arturas Kasputis       | Dirk Baldinger        |
| 1994 | Xavier Jan               | Olivier Ouvrard        | Philippe Bordenave    |
| 1995 | Igor Pavlov              | Hugues Ané             | Xavier Jan            |
| 1996 | Vincent Cali             | Igor Pavlov            | David Moncoutié       |
| 1997 | Denis Leproux            | Christopher Jenner     | Philippe Fernandes    |
| 1998 | Denis Menchov            | Aitor Silloniz         | Gaël Moreau           |
| 1999 | Jamie Burrow             | Nicolas Fritsch        | Christian Werner      |
| 2000 | Graziano Gasparre        | Patrik Sinkewitz       | Thomas Bodo           |
| 2001 | Christophe Le Mével      | Yohann Charpenteau     | Michael Creed         |
| 2002 | Markus Fothen            | Thomas Kaufmann        | Michael Creed         |
| 2003 | Jonathan Patrick McCarty | Markus Fothen          | Saul Raisin           |
| 2004 | Philip Deignan           | Saul Raisin            | Rémy Di Grégorio      |
| 2005 | Eduardo Gonzalo          | Kevin Seeldraeyers     | Blaise Sonnery        |
| 2006 | Ignatas Konovalovas      | Ben Hermans            | Blaise Sonnery        |
| 2007 | John Devine              | Francis De Greef       | Mathieu Delarozière   |
| 2008 | Guillaume Bonnafond      | Blel Kadri             | Gatis Smukulis        |
| 2009 | Alexandre Geniez         | Jonathan Castroviejo   | Yoann Barbas          |
| 2010 | Yannick Eijssen          | Nicolas Capdepuy       | Andrew Talansky       |
| 2011 | Kenny Elissonde          | George Bennett         | Joseph Dombrowski     |
| 2012 | Pierre-Henri Lecuisinier | Sergej Černeckij       | Niels Vandyck         |
| 2013 | Juan Ernesto Chamorro    | Maxime Le Lavandier    | Dylan Teuns           |
| 2014 | Louis Vervaeke           | Maxime Le Lavandier    | Tiesj Benoot          |
| 2015 | Simone Petilli           | Laurens De Plus        | Jérémy Maison         |
| 2016 | Bjorg Lambrecht          | Mathias Le Turnier     | Léo Vincent           |
| 2017 | Pavel Sivakov            | Bjorg Lambrecht        | Steff Cras            |
| 2018 | Stephen Williams         | Aurélien Paret-Peintre | Julian Mertens        |
| 2019 | Andrea Bagioli           | Andreas Leknessund     | Clément Champoussin   |
| 2020 | Xandres Vervloesem       | Henri Vandenabeele     | Alan Jousseaume       |
| 2021 | Gijs Leemreize           | Fernando Tercero       | Thomas Gloag          |
| 2022 | Johannes Staune-Mittet   | Reuben Thompson        | Enzo Paleni           |
| 2023 | annullata                | annullata              | annullata             |
| 2024 | Darren van Bekkum        | Jarno Widar            | Menno Huising         |
| 2025 | Jarno Widar              | Liam O'Brien           | Juan Felipe Rodriguez |